# Havelka
Existuje více nositelů českého příjmení Havelka:

## Mužská podoba příjmení
- Antonín Havelka (1881–1960), český římskokatolický kněz a arciděkan plzeňský, vězněný za kolaboraci s nacisty
- Antonín Havelka, dělnický prokurátor v procesu s Miladou Horákovou
- Ferdinand Havelka (1869–1946), český básník a novinář
- Filip Havelka (* 1998), český fotbalový záložník
- František Josef Havelka (1882-1947), český výtvarník a litograf
- František Havelka (1817–1882), český malíř
- Jan Havelka (rozcestník), více osobností, viz rozcestník
- Jaroslav Havelka (1917–2005), český politik ČSSD, po roce 1948 KSČ, ministr čs. vlád
- Jiří Havelka, více osobností, viz rozcestník
- Karel Havelka (* 1953), český římskokatolický kněz
- Karel Havelka (disident) (* 1950), český disident a podnikatel
- Karel Havelka (žokej) (1918–2012), český žokej
- Ladislav Havelka (1900–1942), český učitel a protinacistický odbojář
- Luděk Havelka (* 1941), český malíř a medailér
- Ludvík Havelka (1908–1963), český sochař, řezbář a medailér; otec Luďka
- Martin Havelka (1958–2020), český herec
- Matěj Havelka (1809–1892), český právník, politik a básník
- Miloš Havelka (* 1944), český filozof, sociolog a historik
- Ondřej Havelka (* 1954), český herec, režisér a zpěvák, syn Libuše a Svatopluka
- Ondřej Havelka (* 1980), český cestovatel
- Otakar Havelka (1870–???), český a československý politik, meziválečný senátor za agrárníky
- Petr Havelka (1965), český lední hokejista
- Petr Havelka (* 1979), český lední hokejista
- Roman Havelka (1877–1950), český malíř
- Rudolf Havelka (1927–2007), český plochodrážní závodník
- Svatopluk Havelka (1925–2009), český hudební skladatel, otec Ondřeje
- Václav Havelka (1893–1967), komunistický funkcionář
- Vojtěch Havelka (* 1986), český herec

## ženská podoba příjmení s přechýlením
- Barbara Havelková, česká akademička a právnička, odbornice na genderové otázky
- Hana Havelková (1949–2002), socioložka a filozofka se zaměřením na gender studies
- Jolana Havelková (* 1966), česká fotografka
- Libuše Havelková (1924–2017), česká herečka, matka Ondřeje
- Miloslava Pippichová-Havelková (1847–1878), česká operní pěvkyně, dcera Matěje
- Tereza Havelková (* 1988), česká sportovní rybářka, mistryně světa v rybolovné technice
- Rozálie Havelková, česká modelka, herečka a tanečnice; dcera herce a zpěváka Ondřeje Havelky.
- Vlasta Havelková (Wanklová; 1857–1939), česká etnografka a muzejní kustodka

## Varianty
Hawełka, Hawełko, Hawelke
- Leopold Hawelka (1911–2011), vídeňský kavárník, zakladatel a majitel kavárny Café Hawelka
- Rudolf Hawelka (1866–1937), československý politik německé národnosti